# Présidence française du Conseil européen en 2008
Présidence slovène du Conseil européen en 2008 Présidence tchèque du Conseil européen en 2009
La présidence française du Conseil européen de 2008 est la présidence tournante du Conseil européen effectuée au second semestre 2008 (du 1er juillet au 31 décembre) par la République française. Elle a pris le relais de la Slovénie (présidence de janvier à juin 2008), et elle fut suivie par la présidence de la République tchèque (présidence de janvier 2009 à juin 2009). Contrairement à la présidence du Conseil de l'Union européenne, exercée par Bernard Kouchner, celle-ci est exercée par Nicolas Sarkozy.

## Crispations européennes au début de la présidence française

### Oppositions de plusieurs États membres au Traité de Lisbonne
Le traité de Lisbonne, qui doit définir les compétences institutionnelles de l’Union européenne et faciliter son fonctionnement à 27, a donné lieu à un référendum en Irlande en juin 2008, à quelques jours du début de la présidence française, dans lequel le « non » a été majoritaire. Ce vote a abouti à une crise européenne. Nicolas Sarkozy et la Commission Barroso I poussent à la poursuite des procédures de ratification du traité, ce qu’a fait notamment le Royaume-Uni. Nicolas Sarkozy a affirmé que sans le traité de Lisbonne il n'y a pas de nouvel élargissement possible : c'est un signal envoyé à la République tchèque, dont le Président, qui tient à l'entrée de la Croatie dans l'Union, a menacé de ne pas ratifier le traité. Le président polonais Lech Kaczynski a également fait pression en annonçant qu’il ne veut pas signer le traité de Lisbonne, estimant qu'il est « sans objet » après le refus des électeurs irlandais.

### Désaccords entre Paris et la Commission européenne
Par ailleurs, Nicolas Sarkozy a accusé le commissaire anglais Peter Mandelson, qui représente l’Union européenne dans les négociations internationales du Cycle de Doha, d'avoir une importante part de responsabilité dans le choix des Irlandais de voter non. Le président français met en cause  sa politique libérale qui sacrifierait selon lui les intérêts européens : « si on veut accroître la crise irlandaise, il n’y a qu’à en remettre une couche là-dessus et continuer sur un accord complètement déséquilibré à l’OMC ». Les relations de Nicolas Sarkozy avec la Commission se sont donc considérablement dégradées : après les débats sur l’Union méditerranéenne, la réaction française au non irlandais est une nouvelle pomme de discorde. Nicolas Sarkozy critique aussi très vivement la politique de hausse des taux directeurs de la Banque centrale européenne.

## Priorités de la France pour la Présidence

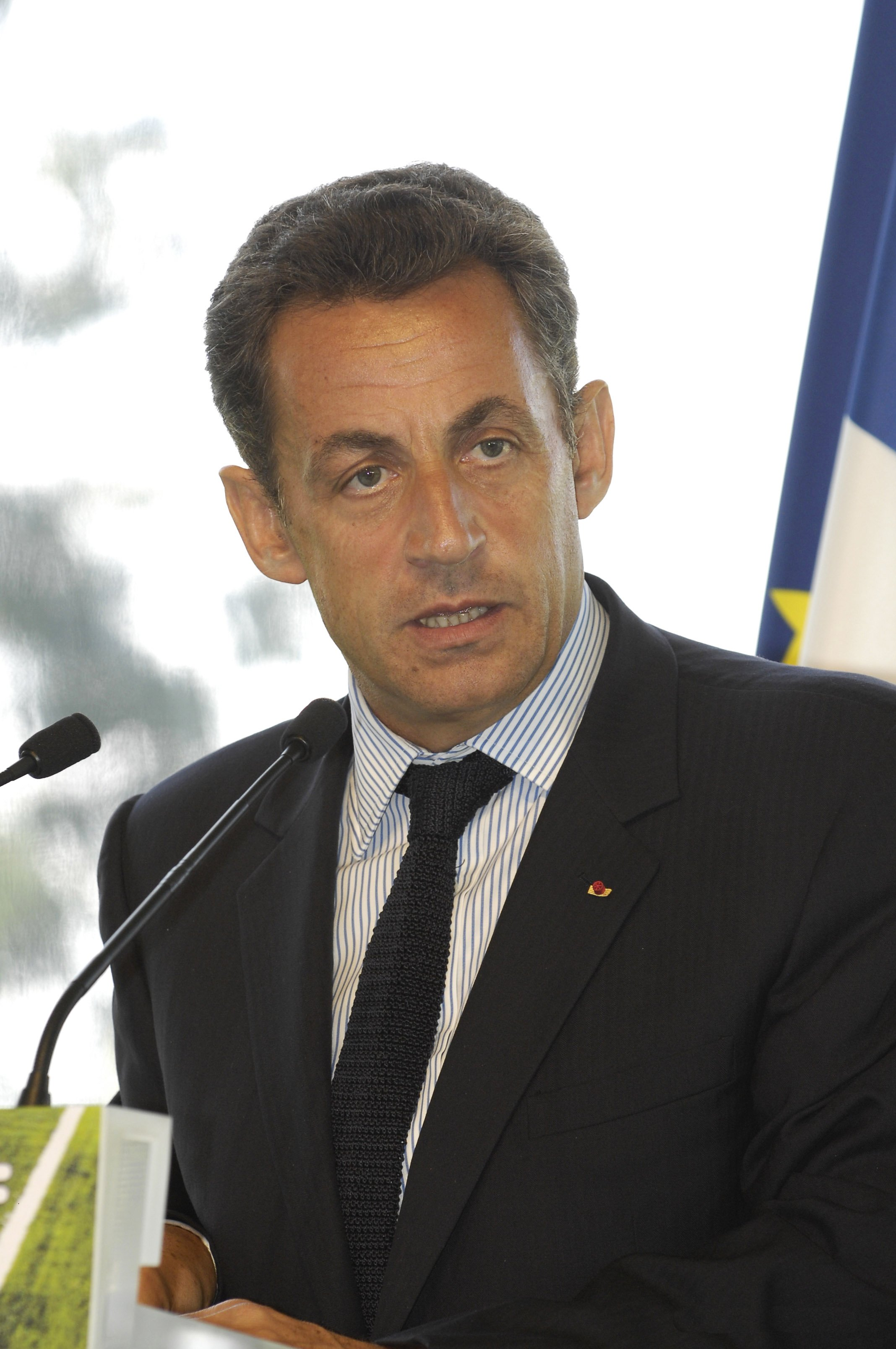
Le président Nicolas Sarkozy, président du Conseil européen au 2e semestre 2008.

Selon Nicolas Sarkozy, « La France ne travaillera pas pour elle, elle travaillera pour l'Europe. Parce que le devoir d'une présidence européenne c'est de travailler pour l'Europe pas de travailler pour le pays qui vous permet d'exercer la présidence de l'Europe. »

### Europe de la Défense
La politique européenne de la France en matière de défense a toujours été de favoriser l'émergence d'une force de coopération militaire européenne indépendante des États-Unis. La politique défendue par la France a néanmoins changée avec l'arrivée de Nicolas Sarkozy ; la France cesse de s’opposer frontalement aux États-Unis (envoi de troupes françaises supplémentaires au sein de la Force internationale d'assistance et de sécurité en Afghanistan, retour dans les structures intégrées de l’OTAN, rapprochement politique avec le Royaume-Uni) pour que ceux-ci usent de leur influence en matière militaire sur les autres États européens, traditionnellement enclins à se reposer sur l'allié d'outre-atlantique.
Cette politique est critiquée par quelques opposants politiques comme étant « atlantiste » ; cette méthode se révèle néanmoins plus constructive que l'opposition frontale aux États-Unis, par exemple selon Ezra Suleiman.

### Politique d'immigration au niveau européen
La Convention de Schengen a supprimé les contrôles sur les déplacements de personne au sein de l’Espace Schengen, rendant nécessaire une gestion globale et concertée de la politique d’immigration au niveau européen. La question de l'immigration est par ailleurs une question importante pour le président Sarkozy sur le plan de la politique intérieure. Cette question est aussi importante pour des pays comme l'Espagne, l'Italie et l'Allemagne qui connaissent une immigration clandestine importante et ont un électorat sensible sur cette question. 
Une politique européenne concertée sur les flux migratoires doit prendre en compte, selon la France, les pays de la rive sud de la Méditerranée. Brice Hortefeux, ministre français chargé de l'immigration, veut discuter avec les partenaires européens d'un Pacte de l'immigration incluant le refus des régularisations massives et l'harmonisation des régimes d'asile.
La France propose la signature par les immigrés d'un contrat d'intégration. Ce contrat serait l'une des composantes d'une politique commune européenne, mais le gouvernement socialiste de José Luis Rodríguez Zapatero y est hostile.

### Union pour la Méditerranée
Le projet français d’Union pour la Méditerranée, lancé sans aucune concertation avec les partenaires européens non-méditerranéens de la France, a parasité la préparation de la Présidence française.

### Avenir de la politique agricole commune
La politique agricole commune (PAC) a toujours été une priorité politique française, pour des raisons de politique intérieure et d’intérêts financiers (l’agriculture française est une des plus importantes de l’UE et reçoit une quantité importante de subventions européennes). Pour ses détracteurs, les justifications de la PAC sont peut-être plus politiques qu'économiques.

### Rendre l'Europe plus visible et accessible aux citoyens
Cet objectif est déjà celui de la Commission Barroso I, et a eu des succès inégaux jusqu'à aujourd'hui. La Présidence française prévoit un nombre important de colloques, de séminaires et de conférences qui vont se dérouler un peu partout en France en 2008 pour sensibiliser l'opinion aux enjeux européens.

### Nomination des nouveaux dirigeants de l'UE
Si le Traité de Lisbonne est mis en place, les occupants des nouveaux postes de l’UE (à partir de juin 2009) seront nommés sous présidence française. Le belge néerlandophone Herman Van Rompuy est finalement élu le 29 novembre 2009 au nouveau poste de président du Conseil européen.
Le président de la Commission européenne, José Manuel Durão Barroso, est reconduit dans ses fonctions pour un nouveau mandat en août 2009.

## Coût
La présidence française de l'Union européenne au second semestre 2008 a coûté 151 millions d'euros, selon un rapport que la commission des finances du Sénat, présidée par Jean Arthuis, un record selon le journal La Vanguardia.

## Sources

## Compléments